# Japans Grand Prix 2004
Japans Grand Prix 2004 var det sjuttonde av 18 lopp ingående i formel 1-VM 2004.

## Rapport
Tidsträningen fick ställas in på lördagen på grund av en orkan över Japan och kördes istället på söndagen några timmar före loppet. Michael Schumacher i Ferrari var snabbast och fick därmed pole position, vilket bäddade för hans trettonde seger under säsongen.

## Resultat
1. Michael Schumacher, Ferrari, 10 poäng
2. Ralf Schumacher, Williams-BMW, 8
3. Jenson Button, BAR-Honda, 6
4. Takuma Sato, BAR-Honda, 5
5. Fernando Alonso, Renault, 4
6. Kimi Räikkönen, McLaren-Mercedes, 3
7. Juan Pablo Montoya, Williams-BMW, 2
8. Giancarlo Fisichella, Sauber-Petronas, 1
9. Felipe Massa, Sauber-Petronas
10. Jacques Villeneuve, Renault
11. Jarno Trulli, Toyota
12. Christian Klien, Jaguar-Cosworth
13. Nick Heidfeld, Jordan-Ford
14. Olivier Panis, Toyota
15. Timo Glock, Jordan-Ford
16. Gianmaria Bruni, Minardi-Cosworth

### Förare som bröt loppet
- Zsolt Baumgartner, Minardi-Cosworth (varv 41, snurrade av)
- David Coulthard, McLaren-Mercedes (38, olycka)
- Rubens Barrichello, Ferrari (38, olycka)
- Mark Webber, Jaguar-Cosworth (20, teknik)

## VM-ställning
| Förarmästerskapet 1. Michael Schumacher, Ferrari, 146 2. Rubens Barrichello, Ferrari, 108 3. Jenson Button, BAR-Honda, 85 | Konstruktörsmästerskapet 1. Ferrari, 254 2. BAR-Honda, 116 3. Renault, 100 |